# Phora americana
Phora americana är en tvåvingeart som beskrevs av Schmitz och Wirth 1954. Phora americana ingår i släktet Phora och familjen puckelflugor. Inga underarter finns listade i Catalogue of Life.